# Magliano Vetere
Magliano Vetere – miejscowość i gmina we Włoszech, w regionie Kampania, w prowincji Salerno.
Według danych na rok 2004 gminę zamieszkiwało 887 osób, 40,3 os./km².